# Alveopora ocellata
Alveopora ocellata е вид корал от семейство Poritidae.

## Разпространение
Видът е разпространен във Вануату, Джибути, Египет, Еритрея, Йемен, Израел, Индонезия, Йордания, Кирибати, Маршалови острови, Микронезия, Науру, Палау, Папуа Нова Гвинея, Саудитска Арабия, Соломонови острови, Судан, Тувалу, Уолис и Футуна и Фиджи.